# We Have All the Time in the World
We Have All the Time in the World (traducido como "Tenemos todo el tiempo del mundo") es una canción popular y un tema de la saga cinematográfica de James Bond, que fue interpretada por Louis Armstrong. Aparece en las películas On Her Majesty's Secret Service estrenada en 1969 y en Sin tiempo para morir de 2021. La canción fue compuesta por John Barry y la letra escrita por Hal David.
El título de la canción fue tomado de la última línea de la novela original de Ian Fleming de 1963 y de la película de 1969. Fue pronunciada por Bond (interpretado por George Lazenby) tras la muerte de su esposa, la condesa Teresa di Vincenzo (interpretada por Diana Rigg). Esta línea también fue la última de la película de 2021 Sin tiempo para morir y en esta ocasión fue pronunciada por Madeleine Swann (interpretada por Léa Seydoux) después de la muerte de James Bond, justo antes de los créditos finales donde vuelve a aparecer la canción.
Fue la última canción grabada por Armstrong, quien estaba en aquel momento demasiado enfermo para tocar su trompeta, en consecuencia otro músico la tocó por él. Barry eligió a Armstrong porque sintió que podía "entregar la línea del título con ironía".

## Reediciones, repercusión y otras versiones
En 1993 la compañía irlandesa de cervezas Guinness licenció la canción para un anuncio de la campaña Guinness infinity. Tras el la repercusión de dicha campaña, se relanzaría por primera vez como sencillo en 1994 por Warner Records, en vinilo y CD, alcanzando el puesto número 3 en la lista de singles del Reino Unido y el número 4 en Irlanda.
En el mismo año 93, My Bloody Valentine decidió hacer una versión de la canción para la compilación benéfica "Peace Together", de Island Records, para la juventud de Irlanda del Norte. También fue versionado por The Specials, Iggy Pop (cuya versión se reproduce durante los créditos finales de la película The Jacket), Fun Lovin' Criminals, Vic Damone, Giorgia Todrani, Tindersticks, Propellerheads, The Wedding Present y Shirley Bassey (para el álbum de 1987, The Bond Collection).